# Бохемија на Летњим олимпијским играма 1900.
Бохемија је први пут учествовала на Летњим олимпијским играма одржаним 1900. године у Паризу, Француска. Тадашњи резултати Бохемије, Аустрије и Мађарске су посебно евидентиране иако су те три нације биле у заједничкој Аустроугарској држави.
Из Бохемије је на овим олимпијским играма учествовало укупно седам такмичара у четири различита спорта. Ових седам такмичара је учествовало у 10 различитих дисциплина.

## Освајачи медаља
Бохемија је завршила у укупном скору као деветнаеста земља по броју медаља од укупно 24 учесника (неки извори 29) односно 21 земље које су освајале медаље. Освојила је 1 сребрну и 1 бронзану медаљу.

### Сребро
- Франтишек Јанда-Сук — Атетика, бацање диска

### Бронза
- Хедвига Розенбаумова — Тенис, појединачно за жене

Хедвига Рознбаумова је такође освојила бронзану медаљу у игри мешовитих парова са Арчибалдом Ворденом из Уједињеног Краљевства. Та медаље је према МОК додељена Машовитом тиму.

## Резултати по дисциплинама

### Атлетика
| Дисциплина         | Атлетичар           | Квалификације | Квалификације | Полуфинале           | Полуфинале           | Репасаж              | Репасаж              | Финале               | Финале               |
| Дисциплина         | Атлетичар           | Резултат      | Место         | Резултат             | Место                | Резултат             | Место                | Резултат             | Место                |
| ------------------ | ------------------- | ------------- | ------------- | -------------------- | -------------------- | -------------------- | -------------------- | -------------------- | -------------------- |
| 100 метара         | Вацлав Нови         | непознато     | 3 у групи     | Није се квалификовао | Није се квалификовао | Није се квалификовао | Није се квалификовао | Није се квалификовао | Није се квалификовао |
| 800 метара         | Онджеј Пукл         | непознато     | 4-5           |                      |                      |                      |                      | Није се квалификовао | Није се квалификовао |
| 1.500 метара       | Онджеј Пукл         |               |               |                      |                      |                      |                      | непознато            | 7-9                  |
| 400 метара препоне | Карел Недвед        | непознато     | 3             |                      |                      |                      |                      | Није се квалификовао | Није се квалификовао |
| бацање диска       | Франтишек Јанда-Сук |               |               |                      |                      |                      |                      | 35,14 м              |                      |

### Бициклизам
Бохемија је учествовала у бициклистичким такмичењима са једним такмичарем Франтишеком Хиршом, и није имала много успеха.
| Дисциплина         | Место | Бициклиста     | 1. коло          | четвртфинале         | Полуфинале           | Финале               |
| ------------------ | ----- | -------------- | ---------------- | -------------------- | -------------------- | -------------------- |
| 2000 метара спринт | —     | Франтишек Хирш | 4-8 место 1 гупа | Није се квалификовао | Није се квалификовао | Није се квалификовао |

### Гимнастика
| Дисциплина  | Гимнастичар     | Финале   | Финале |
| Дисциплина  | Гимнастичар     | Резултат | Место  |
| ----------- | --------------- | -------- | ------ |
| Појединачно | Франтишек Ербен | 249      | 32     |

## Тенис
| Дисциплина       | Тенисерка                                                     | Прво коло          | Четвртфинале                                                      | Полуфинале                                                                      | Финале             | Место |
| Дисциплина       | Тенисерка                                                     | Противник Резултат | Противник Резултат                                                | Противник Резултат                                                              | Противник Резултат | Место |
| ---------------- | ------------------------------------------------------------- | ------------------ | ----------------------------------------------------------------- | ------------------------------------------------------------------------------- | ------------------ | ----- |
| Жене појединачно | Хедвига Розенбаумова                                          |                    | Слободна                                                          | Елен Прево · Француска · Пор. 1-6, 1-6                                          | Није се пласирала  |       |
| Мешовити парови  | Хедвига Розенбаумова · Арчибалд Ворден · Уједињено Краљевство |                    | Katie Gillou · P. Verdi-Delisle · Француска · Поб · 6-3, 3-6, 6-2 | Елен Прево · Француска · Харолд Махони · Уједињено Краљевство · Пор. · 6-3, 6-0 | Нису се пласирали  |       |